# Laphria comptissima
Laphria comptissima är en tvåvingeart som beskrevs av Walker 1856. Laphria comptissima ingår i släktet Laphria och familjen rovflugor. Inga underarter finns listade i Catalogue of Life.